# ارتش آمریکا (بازی)
ارتش آمریکا (انگلیسی: America's Army) یک بازی ویدئویی در سبک تیراندازی اول شخص است که توسط نیروی زمینی ایالات متحده آمریکا و در سال ۲۰۰۲ و در پلت‌فرم‌های مایکروسافت ویندوز، پلی‌استیشن ۲، اکس‌باکس ۳۶۰، اکس‌باکس، و پلی‌استیشن ۴ منتشر شده‌است. این عنوان در ۵ می ۲۰۲۲ برای همیشه به کار خود پایان داد و سرورهای خود را خاموش کرد. البته امکان استفاده افلاین و تک نفره در این باز ی وجود دارد اما امکان بازی بصورت انلاین برای همیشه بسته شده‌است.